# Santo Toribio de Liébana
Santo Toribio de Liébana és un monestir a les muntanyes de La Vierna, als Picos de Europa, a uns 2 km del poble de Potes, a la comarca de Lièbana.

## Història
El lloc del monestir fou habitat a l'inici de l'era cristiana per uns monjos que van triar l'indret com a punt de retir; després de la conquesta musulmana no hi ha cap esment de la zona fins que la comarca de Liébana fou repoblada per Alfons I el Catòlic, fill del duc Pere de Cantàbria i d'Ermessenda (filla de Pelai) a la meitat del segle viii; entre els repobladors hi havia monjos que van fundar alguns monestirs, un dels quals fou San Martín de Turieno, precedent de San Toribio. Hi ha dos sants de nom Toribi relacionats amb el monestir: Toribi bisbe d'Astorga (de mitjan segle v) que va pelegrinar a Terra Santa i va portar un fragment de la creu de Crist; l'altre era un prevere de Palència que es va retirar a aquestes muntanyes al segle vi amb cinc altres companys per portar vida d'eremites. En aquest monestir va treballar Beat de Liébana, un monjo que l'any 776 va escriure el "Comentari a l'Apocalipsi" aclarint el text bíblic de Sant Joan, amb el qual es va iniciar el costum d'incloure miniatures i il·lustracions; del seu llibre han arribat al nostre temps 24 còdex il·lustrats (anomenats beatus) i la seva tècnica esdevingué fonamental per l'evolució de la pintura i escultura mossàrab i romànica. Beat de Liébana fou el principal opositor de les tesis adopcionistes defensades pel nostre bisbe Fèlix d'Urgell. També va compondre l'himne O Dei Verbum per la festivitat de Sant Jaume que donà origen al culte a l'Apòstol i ajudà a descobrir el seu suposat sepulcre.
Al segle x i xi San Toribio va aglutinar altres monestirs de la zona. El 1183 Alfons VIII de Castella el va cedir al comtes Gómez i Emília, i aquesta darrera el va cedir al monestir de San Salvador de Oña a Burgos, esdevenint llavors priorat. En aquest moment els dominis del monestir eren molt extensos i abraçaven no tan sols la comarca de la Liébana, sinó també moltes terres limítrofes. Al segle xiii el monestir va començar a concedir terres en cens o arrendament a particulars, per l'explotació directa; fou llavors quan es va construir l'església (1256) amb donatius i indulgències concedides pel bisbe de Palència, Ferran; era una construcció gòtica d'influència cistercenca amb claredat de línies i espais i sobrietat en la decoració; té una capçalera i tres absis poligonals i un cos de tres naus amb la central més alta i ampla que les dels costats; la decoració a l'absis mostra caps humans i d'animals (un brau i un os que la tradició diu que van ajudar a aixecar l'església) i a les naus és geomètrica o motllurada; a l'absis hi ha l'estàtua jacent de sant Toribi en fusta d'om procedent de Burgos, que ja s'esmenta a l'inventari del 1316; un orgue Rieger (de 1954) de 20 registres està situat al cor alt. A la façana sud es troben dues portalades, sent la principal d'arc, i al seu costat la porta del Perdó, que s'obre al Jubileu, i dataria del segle xvi. La capella del Lignum Crucis fou edificada als inicis del segle xviii per l'inquisidor a Madrid i arquebisbe de Santa Fe de Bogotà, Francisco de Otero y Cossío (1640-1714) una estàtua del qual es conserva en un nínxol proper a l'altar; l'obra de la pedra de la cúpula és de gran qualitat i a les petxines estan representats els evangelistes amb notable decoració i símbols que es repeteixen a la llanterna; les arcades de l'atri donen accés al claustre monàstic amb un relleu del Beat a la seva entrada obra de Jesús Otero; el claustre és del segle xvii i avui dia hi ha una exposició sobre el Beat de Liébana i els beats.
Des del 1390 les donacions al monestir van minvar i progressivament va perdre poder en benefici de nobles, consells i parròquies. La decadència no es va aturar i moltes esglésies de la Liébana que en depenien es van transformar en parròquies. El 1835 la desamortització de Mendizabal va posar final a la vida monàstica.
L'edifici estava en runes a la segona meitat del segle xx quan fou restaurat el 1960 i esdevingué una comunitat dels Franciscans que encara el regenten; segons la tradició, sant Francesc va visitar el monestir en el seu pelegrinatge a Compostela.

## ElLignum Crucis

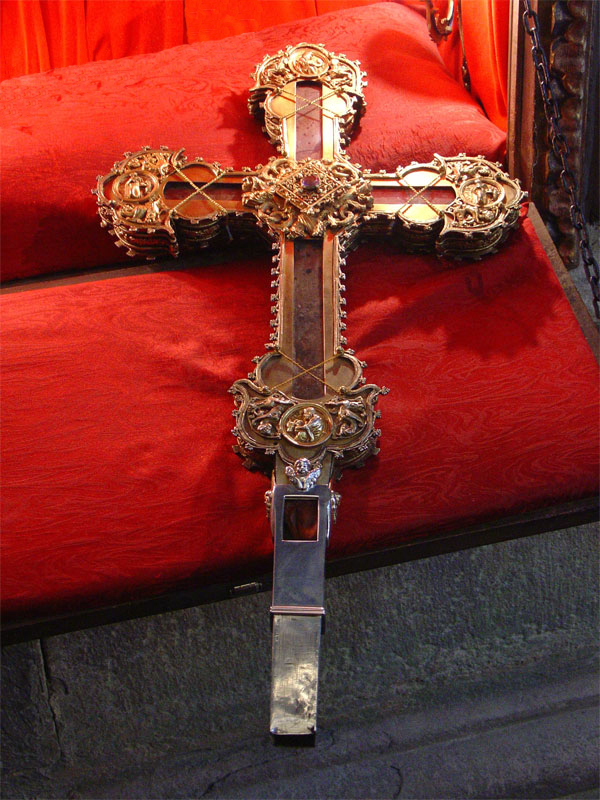
El Lignum Crucis

La relíquia de la creu de Crist hauria estat portada al monestir amb les restes de sant Toribi d'Astorga a mitjans del segle viii; segons Sandoval correspon al braç esquerre de la santa creu, que l'emperadriu Helena (mare de Constantí I el Gran) va deixar a Jerusalem quan va descobrir les creus de Crist i els dos lladres. Està serrat i posat en forma de creu, restant sencer el forat sagrat on clavaren la mà de Crist; està incrustada en una creu de plata daurada de mitjan segle xvi.

## Jubileu
La veneració del Lignum Crucis és antiga però no fou fins al segle xvi quan els papes Juli II i Lleó X van concedir el jubileu amb indulgència plenària els anys que la festa de sant Toribi (que se celebra el 16 d'abril) caigués en diumenge, estenent la gràcia als set dies següents; el 1967 el papa Pau VI va ampliar a tot l'any la possibilitat de guanyar la indulgència, per facilitar l'accés dels pelegrins molt nombrosos els anys jubilars.

## Ermites i llocs propers
En un radi de 300 metres a l'entorn del monestir hi ha diverses ermites i lloc d'oració; la principal és la Cova Santa, considerada tradicionalment el lloc on resava sant Toribi. L'ermita de San Miguel (del segle xiii) disposa d'una gran panoràmica de la vall del riu Deva; l'ermita de Santa Catalina és de la mateixa època i es troba a dalt d'un turó que resguarda el monestir.

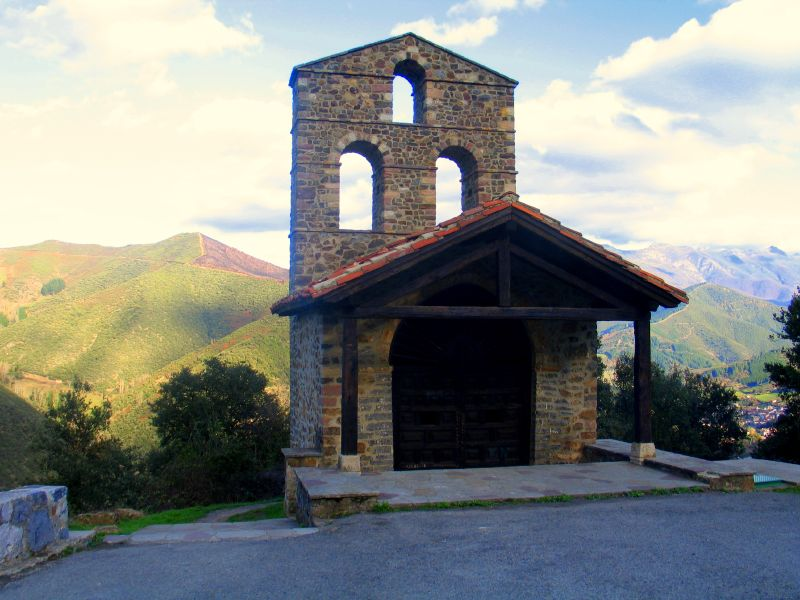
Ermita de San Miguel

A uns quilòmetres del monestir hi ha altres esglésies i ermites:
- Piasca, al sud de Potes, a la carretera de Palència, amb l'església de Santa María la Real, que és un antic monestir de portalades romàniques datades el 1172 amb imatges flamenques del segle xv.
- Cambargo, a l'est de Potes, a una desviació de la carretera de Palència, amb una ermita rupestre del segle ix.
- Ojedo, poc abans d'arribar a Potes des del nord, amb l'església de San Sebastián amb portalada romànica; hi ha una aula didàctica sobre la pintura de Cantàbria del segle xvi.
- Salarzon, al nord-est de Potes a la CA-881, església neoclàssica de 1819 fundada pel comte de la Cortina, un dels indians.
- Torices, al sud-est de Potes, en un camí de la carretera de Palència, amb església rural del segle xvi i nombrosos retaules de caràcter popular.